# ファーティン・ハママ
ファーティン・ハママ（アラビア語: فاتن حمامة、1931年5月27日 - 2015年1月17日）は、エジプトの女優。マンスーラ出身。「アラブ映画の貴婦人」と呼ばれた。
夫となるオマー・シャリフは結婚に際して、キリスト教からイスラム教に改宗した。しかしその後シャリフのハリウッド進出に伴って離婚している。
2016年5月27日には母国エジプト含む北アフリカ諸国などでGoogleのロゴが彼女を記念したものになった。